# علي البسكي
علي البسكي لاعب كرة قدم دولي ليبي مواليد طرابلس 1941 اسمه الحقيقي هو محمد علي الدبسكي ولقبه المعلق الشهير حسن الشغيوي باسم علي البسكي الذي أصبح ملاصقا له طيلة مسيرته الكروية اعتزل البسكي كرة القدم بداية السبعينات

## بداياته
بدأ مزاولة كرة القدم في الأزقة والشوارع ثم انضم لصفوف نادي الترسانة الليبي الذي كان ضمن فرق الدرجة آنذاك ومنه إلى نادي المشعل ثم إلى نادي المدينة الليبي ثم نادي الأهلي طرابلس وبعدها نادي الاتحاد الليبي .

## إنجازاته الشخصية
هداف الدوري الليبي مرتين:
- المرة الأولى كانت مع نادي المدينة الليبي سنة 1965 .
- المرة الثانية كانت مع نادي الأهلي طرابلس الليبي سنة 1968 .
- حصل على لقب أفضل هداف بالدورة العربية 1965 التي أقيمت بالقاهرة.
- تحصل على لقب أفضل لاعب بالدورة العربية 1965 التي أقيمت بالقاهرة.
- تحصل على لقب هداف كأس العرب الثالثة 1966 التي أقيمت في العراق برصيد 16 هدف.. كما أنه يحمل في رصيده هدفان سجلهما في كأس العرب الثانية 1964 .

## أرقام وإحصائيات البسكي
- صاحب واحد من أسرع أهداف الدوري الليبي موسم 1968 في مرمى نادي المدينة الليبي والتي انتهت بفوز الأهلي طرابلس الليبي 4-2
- يعتبر علي البسكي الهداف التاريخي للمنتخب الليبي برصيد 35 هدفا.

## الفرق التي لعب لها
- نادي الترسانة
- نادي المشعل الليبي
- نادي المدينة
- النادي الأهلي الرياضي الليبي
- نادي الاتحاد الليبي